# PerkinElmer

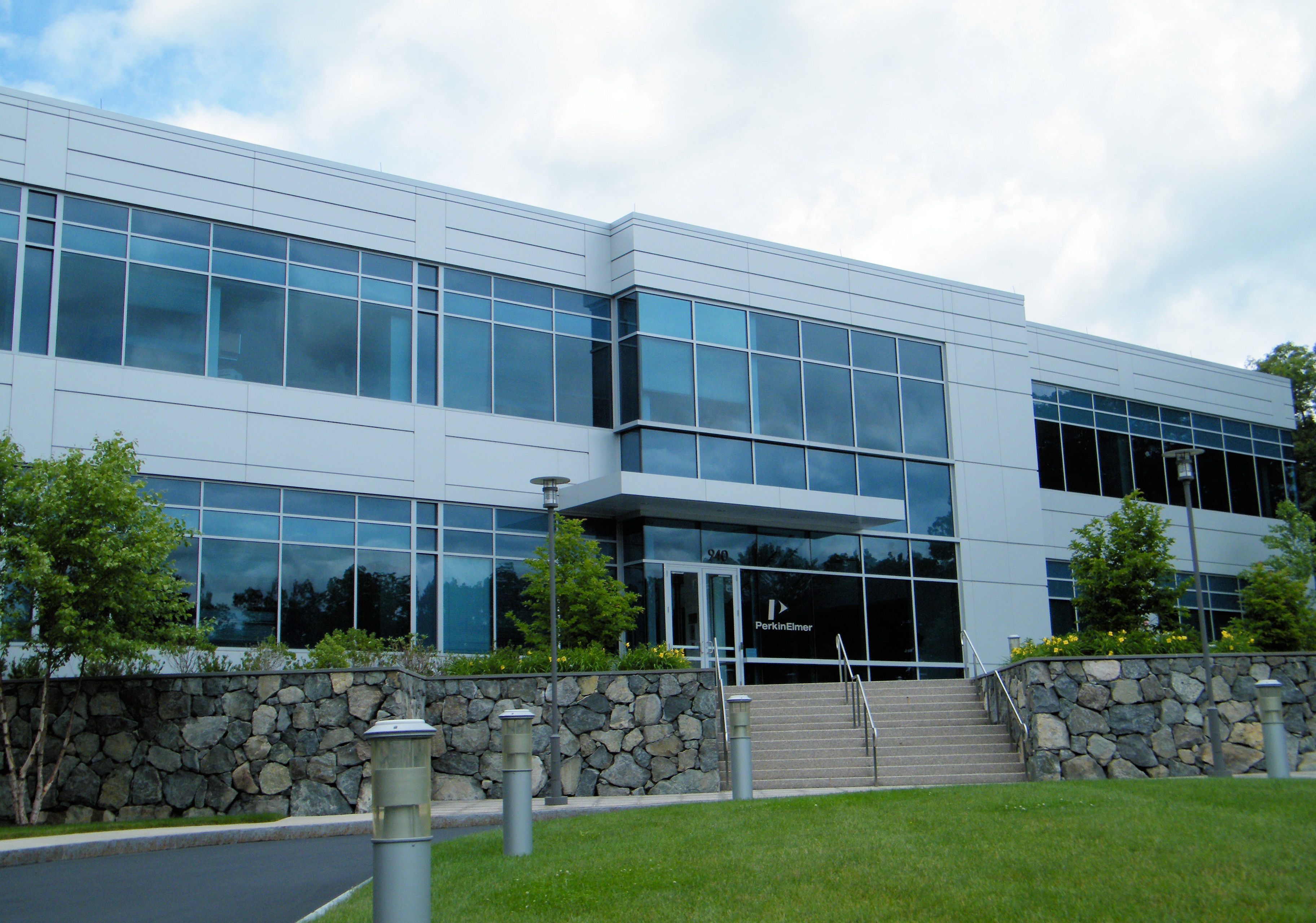
Hauptquartier in Massachusetts

PerkinElmer, Inc. (gelistet am NYSE) ist ein US-amerikanisches Technologieunternehmen im Bereich Chemie- und Medizintechnik, das in den Geschäftsbereichen Environmental Health und Human Health tätig ist. Der Hauptsitz liegt in Waltham, Massachusetts. PerkinElmer ist im S&P 500 Index gelistet. 

## Geschichte

### Gründung und frühe Geschichte
Richard Perkin besuchte das Pratt Institute in Brooklyn, um Chemieingenieurwesen zu studieren, verließ das Unternehmen jedoch nach einem Jahr, um sich an der Wall Street zu versuchen. Er interessierte sich immer noch für die Naturwissenschaften und hielt öffentliche Vorträge zu verschiedenen Themen. Charles W. Elmer leitete eine Firma, die Gerichtsreporter belieferte, und stand kurz vor dem Ruhestand, als er eine von Perkins Vorlesungen über Astronomie am Brooklyn Institute of Arts and Sciences hörte. Aufgrund ihres gemeinsamen Interesses an der Astronomie schlossen die beiden eine Freundschaft und kamen schließlich auf die Idee, eine Firma zur Herstellung von optischen Komponenten, speziell Präzisionsoptiken, zu gründen. Perkin sammelte 15.000 US-Dollar von seinen Verwandten, während Elmer 5.000 US-Dollar beisteuerte. So wurde das Unternehmen am 19. April 1937, zunächst als Partnerschaft, gegründet. Zunächst arbeiteten sie in einem kleinen Büro in Manhattan, eröffneten aber bald eine Produktionsstätte in Jersey City. Sie gründeten das wachsende Unternehmen am 13. Dezember 1939 als Corporation aus. Einem weiteren Umzug nach Glenbrook in Connecticut im Jahr 1941 folgte schnell ein weiterer Umzug nach Norwalk, Connecticut, wo das Unternehmen bis ins Jahr 2000 seinen Sitz haben sollte.
Der Beginn des Zweiten Weltkriegs führte zu einer erheblichen Expansion, da das Unternehmen Optiken für Entfernungsmesser, Bombenvisiere und Aufklärungssysteme herstellte. Diese Arbeit führte dazu, dass die US-Marine PerkinElmer 1942 den ersten „E“ for Excellence Award verlieh. Im Jahr 1943 erfolgte dann der Einstieg in die Entwicklung von Analysegeräten. 1944 wurde das erste IR-Spektrometer auf den Markt gebracht, das im freien Handel erwerbbar war. Perkin-Elmer blieb bis in die 1960er Jahre hinein im militärischen Bereich stark vertreten und war gleichzeitig maßgeblich an OAO-3, einem 36-Zoll-Ultraviolett-Weltraumteleskop, sowie an Skylab, der ersten amerikanischen Raumstation, beteiligt. Der wichtigste Beitrag des Unternehmens zum Apollo-Programm war der CO2-Sensor, der die Astronauten während des Ausfalls von Apollo 13 rettete. Das Unternehmen war einer der Hauptlieferanten für optische Systeme, die in vielen Aufklärungsplattformen eingesetzt wurden, zunächst in Flugzeugen und Höhenballons, dann in Aufklärungssatelliten. Ein bedeutender Fortschritt war 1955 die Transversal-Panoramakamera, die Bilder auf 3,7 × 4,3 m (12 × 14 ft) großen Rahmen aufnahm, die aus einem Flugzeug in 40.000 ft Höhe Einzelbilder von Horizont zu Horizont lieferten. Solche Systeme blieben ein wichtiger Teil der Einnahmen des Unternehmens und wurden durch die Installation von Laser-Retroreflektoren auf dem Mond im Rahmen der Apollo 11-Mission gekrönt. Zeitweise baute der Konzern auch kommerzielle Computer. 1946 wurde die Heimann GmbH gegründet, aus der später die deutsche PerkinElmer-Niederlassung in Wiesbaden hervorging. 1954 erwarb das Unternehmen auch die Mehrheitsanteile der Firma Askania GmbH in Überlingen am Bodensee, fortan Bodenseewerk Perkin-Elmer GmbH & Co. KG.
Elmer starb 1954 im Alter von 83 Jahren und das Unternehmen begann mit dem außerbörslichen Handel mit Aktien. Das Unternehmen wurde am 13. Dezember 1960 an der New Yorker Börse notiert. Perkin blieb Präsident und CEO bis Juni 1961, als Robert Lewis, zuvor bei Argus Camera und Sylvania Electric Products, diese Funktionen übernahm. Perkin blieb bis zu seinem Tod im Jahr 1969 Vorstandsvorsitzender.

### Halbleiterfertigung
1967 beauftragte die US-Luftwaffe Perkin-Elmer mit der Herstellung eines rein optischen „Maskierungs“-Systems für die Halbleiterfertigung. Bisherige Systeme nutzten ein Muster, die „Maske“, das im Rahmen des Fotolithographieprozesses auf die Oberfläche des Siliziumwafers gepresst wurde. Kleine Schmutz- oder Fotolackpartikel klebten an der Maske fest und zerstörten die Strukturierung nachfolgender Chips, und es war nicht ungewöhnlich, dass es bei der überwiegenden Mehrheit der Chips eines Wafers zu Fehlfunktionen kam. Die Luftwaffe, die Ende der 1960er Jahre stark auf integrierte Schaltkreise angewiesen war, wünschte sich ein zuverlässigeres System. Perkin-Elmer reagierte mit dem Mikroprojektor, bei dem es sich im Wesentlichen um ein großes Fotokopiersystem handelte. Die Maske wurde in eine Halterung gelegt und berührte nie die Oberfläche des Chips. Stattdessen wurde das Bild auf die Oberfläche projiziert. Um dies zu erreichen, war ein komplexes Linsensystem mit 16 Elementen erforderlich, das eine einzelne Lichtwelle auf die Maske fokussierte. Der Rest des Lichts der 1.000-Watt-Quecksilberdampflampe wurde herausgefiltert.
Harold Hemstreet war davon überzeugt, dass es möglich wäre, das Konzept zu vereinfachen, und Abe Offner begann mit der Entwicklung eines Systems, das Spiegel anstelle von Linsen verwendet und nicht unter den Problemen der multispektralen Fokussierung von Linsen leidet. Das Ergebnis dieser Forschung war der Projection Scanning Aligner oder Micralign, der die Chipherstellung zu einer Aufgabe am Fließband machte und die Anzahl der funktionierenden Chips über Nacht von vielleicht 10 % auf 70 % verbesserte Infolgedessen sanken die Chippreise, wobei Beispiele wie der MOS 6502 für etwa 20 US-Dollar verkauft wurden, während die Vorgängergeneration von Designs wie der Motorola 6800 für etwa 250 US-Dollar verkauft wurden. 
Das Micralign war so erfolgreich, dass Perkin-Elmer innerhalb von drei Jahren zum größten Einzelanbieter im Chipbereich wurde. Trotz dieses Erfolgs war das Unternehmen in den 1980er-Jahren größtenteils eine Pleite, da es erst spät auf die Einführung des Stepping-Aligners reagierte, der es ermöglichte, eine einzelne kleine Maske schrittweise über den Wafer zu bewegen, anstatt eine einzige große Maske zu benötigen den gesamten Wafer abdecken. Das Unternehmen konnte seinen Vorsprung nie wieder zurückgewinnen und verkaufte den Geschäftsbereich an die Silicon Valley Group.
Perkin-Elmer entwarf 1972 einen Bergungshaken zur Bergung einer versunkenen Filmkapsel. 
Heute hält PerkinElmer etwa 3300 Patente. Von 1954 bis 2001 wurden auch in Deutschland, in der Bodenseewerk Perkin-Elmer GmbH & Co. KG in Überlingen am Bodensee, Analysegeräte entwickelt und produziert.
- 1973/74: Kauf des Computer-Herstellers Interdata und Umwandlung in die Perkin-Elmer's Data Systems Group zwecks Produktion von 32-bit-Computern.
- 1999: Akquisition durch die Fa. EG&G sowie Begründung der PerkinElmer, Inc.
- 2000: Integration von NEN Life Science Products in den PerkinElmer Konzern
- 2001:
  - Kauf von Packard BioScience zum weiteren Ausbau des Life Sciences Portfolios
  - die Aktivitäten von Bodenseewerk Perkin-Elmer werden eingestellt, das Personal entlassen
- 2002: Verschmelzung der Geschäftsbereiche Analytical Instruments und Life Sciences zu Life and Analytical Sciences
- 2005: Akquisition der Elcos AG, einem Unternehmen spezialisiert auf LED Technologie
- 2006: Aufnahme von NTD Laboratories, Spectral Genomics, Avalon Instruments und C&A Technologies in den Konzern
- 2007: Strategische Erweiterung des Portfolios durch Akquisition von Euroscreen Products, Improvision und Evotec Technologies
- 2009: Strategische Neuausrichtung in die Bereiche Human Health und Environmental Health
- 2010: Ausgliederung des Bereiches Illumination & Detection
- 2011:
  - Akquisition von CambridgeSoftCorporation sowie Labtronics  & ArtusLabs
  - Ausweitung und Etablierung des Geschäftsbereiches Informatics
  - Akquisition der Caliper Life Science - Akquisition des Unternehmens Chemagen
- 2017: Akquisition von Euroimmun
- 2021: Akquisition von Immunodiagnostic Systems Holding (IDS)
- 2023: Akquisition von Covaris

## Unternehmensstruktur

### Standorte in Deutschland
- PerkinElmer LAS (Germany) GmbH, Rodgau: In diesem Kundenzentrum liegt der Schwerpunkt in der Beratung von Kunden mit dem Schwerpunkt der „klassischen“ Analysetechnologie wie Atomspektrometrie, Gaschromatographie, Thermischer Analyse sowie Infrarot- und UV-Spektrometrie. Neben Demolaboratorien befindet sich hier auch das Schulungszentrum der PerkinElmer-Akademie, die Trainings für Kundinnen und Kunden, aber auch interne Fortbildungen für Mitarbeiter für die o. g. Technologien anbietet. Von diesem Standort aus werden weitere Dienstleistungen koordiniert, die sich von Wartungsverträgen über Serviceeinsätzen bis hin zu Laborumzügen erstrecken.
- PerkinElmer Technologies GmbH & Co. KG, Walluf: Der Standort in Walluf ist auf den Bereich Medical Imaging spezialisiert.
- PerkinElmer Cellular Technologies Germany GmbH, Hamburg: An diesem Standort werden Imaging-Geräte, Multimode Detektionssysteme, Automationslösungen sowie innovative Softwareprodukte entwickelt.
- PerkinElmer chemagen Technologie GmbH: Am Standort in Baesweiler werden auf Basis der eigenen Magnetic Bead-Technologie Kits für die Nukleinsäure-Aufreinigung und Instrumente für deren automatisierte Anwendung gefertigt und verkauft. Die Produkte finden beispielsweise in Medizinischen Laboratorien zur Isolierung viraler und bakterieller DNA Verwendung oder werden in der Humangenetik bei der Erforschung des menschlichen Genoms hinsichtlich erblich bedingter Krankheiten eingesetzt. Das Angebot basiert auf dem Produktportfolio der chemagen Biopolymer-Technologie AG, die im Jahr 2011 vom PerkinElmer Konzern akquiriert wurde.

### Sitz der österreichischen und schweizerischen Niederlassungen
- PerkinElmer (Schweiz) AG, Schwerzenbach bei Zürich
- PerkinElmer VertriebsgmbH, Brunn am Gebirge

## Geschäftsbereiche
PerkinElmer Environmental Health
- Analytical Science & Laboratory Services entwickelt und produziert Instrumente und Reagenzien für die instrumentelle Analytik und bietet Service-Dienstleistungen, wie z. B. Laborumzüge an.

PerkinElmer Human Health
- Life Science & Technology entwickelt und produziert Instrumente und Reagenzien für die zellbiologische Forschung und Diagnostik.
- Diagnostics entwickelt und produziert Instrumente und Reagenzien für die Diagnostik im Prä- und Neonatalbereich sowie weitere Anwendungsgebiete in der Humanmedizin.
- Medical Imaging entwickelt und produziert digitale Röntgenpaneele zur medizinischen und industriellen Anwendung.